# AEGON Pro Series Glasgow 2 2011
L'AEGON Pro Series Glasgow 2 2011 (Great Britain F16 Futures 2011) è stato un torneo di tennis facente parte della categoria ITF Men's Circuit nell'ambito dell'ITF Men's Circuit 2011 e dell'ITF Women's Circuit nell'ambito dell'ITF Women's Circuit 2011. Il torneo si è giocato a Glasgow in Gran Bretagna dal 17 al 23 ottobre su campi in cemento.

## Partecipanti WTA

### Teste di serie
| Nazionalità   | Giocatrice          | Ranking* | Testa di serie |
| ------------- | ------------------- | -------- | -------------- |
| Austria       | Yvonne Meusburger   | 157      | 1              |
| Francia       | Kristina Mladenovic | 185      | 2              |
| Francia       | Victoria Larrière   | 189      | 3              |
| Francia       | Claire Feuerstein   | 191      | 4              |
| Slovacchia    | Kristína Kučová     | 197      | 5              |
| Polonia       | Marta Domachowska   | 203      | 6              |
| Germania      | Sarah Gronert       | 206      | 5              |
| Liechtenstein | Stephanie Vogt      | 212      | 8              |

- Ranking al 10 ottobre 2011.

### Altre partecipanti
Giocatrici che hanno ricevuto una wild card:
- Emma Devine
- Anna Fitzpatrick
- Francesca Stephenson
- Alexandra Walker

Giocatrici che sono passate dalle qualificazioni:
- Amy Bowtell
- Lucia Butkovská
- Lesley Kerkhove
- Anett Kontaveit
- Emma Laine
- Anaïs Laurendon
- Quirine Lemoine
- Justine Ozga

## Vincitori

### Singolare maschile
Joshua Goodall ha battuto in finale  Jan Minář con il punteggio di 7–6(3), 7–5

### Doppio
Fabio Colangelo /  Marco Crugnola hanno battuto in finale  Daniel Evans /  Andrew Fitzpatrick con il punteggio di 6–4, 2–6, [15–13]

### Singolare femminile
Claire Feuerstein ha battuto in finale  Yvonne Meusburger, 6–3, 6–1

### Doppio femminile
Emma Laine /  Kristina Mladenovic hanno battuto in finale  Yvonne Meusburger /  Stephanie Vogt, 6–2, 6–4